# Contro la legge
Contro la legge è un film del 1950 diretto da Flavio Calzavara.

## Trama
Marcello Curti è un giovane che fa parte di una famiglia borghese. A dispetto delle apparenze, però, egli conduce dei traffici di denaro sporco facendo da intermediario tra i grossi clan mafiosi esteri e i suoi compaesani.
Durante una sua abituale contrattazione, scoppia una rissa tra le due parti e l'acquirente di dollari statunitensi viene ferito mortalmente da un colpo di pistola. Subito dopo la colluttazione viene chiamata la polizia e l'assassino riesce a scappare, lasciando Curti da solo con il cadavere.
Il giovane viene dunque accusato di omicidio colposo, e pertanto inizia una lunga serie di interrogatori amministrati dall'ispettore di polizia e dal sergente. Nonostante le prove sembrino schiaccianti, l'ispettore di polizia è convinto che il giovane Curti non sia l'autore del delitto, dunque lo lascia in libertà condizionata; successivamente, però, lo fa pedinare per controllare tutti i movimenti del ragazzo.
Nel frattempo, però, Marcello Curti inizia una propria indagine per ricercare il vero assassino, aiutato dalla fedele fidanzata. Deciso a farsi giustizia da solo, il giovane Curti arriva sulle tracce dell'assassino, grazie a un dettaglio ritrovato sul cadavere precedentemente analizzato.
Alla fine, avviene una colluttazione tra Marcello Curti e l'assassino, di nome Alfredo; in seguito a un feroce inseguimento, Curti riesce a uccidere il colpevole. Frattanto, il commissariato di polizia aveva seguito l'intera vicenda, intervenendo nel bel mezzo dello scontro finale. Il giovane Curti riesce pertanto a dimostrare la sua innocenza davanti alla corte e può così ricominciare a vivere serenamente, non avendo più a che fare con i traffici che lo vedevano precedentemente protagonista.

## Distribuzione
Il film venne distribuito nel circuito cinematografico italiano l'8 settembre 1950.
Uscì inoltre nelle sale statunitensi con il titolo Against the Law.

## Accoglienza
All'epoca fu ben accolto dal pubblico in quanto faceva parte del filone poliziesco, che andava molto di moda negli anni cinquanta.

### Critica
Il film è stato subito ben considerato dalla critica, che ha portato a ritenere Contro la legge uno dei film polizieschi italiani più riusciti di quel periodo.
Il Morandini, infatti, afferma:
Anche il Cinematografo elogia il film, dall'ottima riuscita nonostante il basso budget: